# Coppa Italia Lega Nazionale Pallacanestro 1998
La Coppa Italia Lega Nazionale Pallacanestro 1998 è stata la prima edizione della manifestazione. Il successo è andato al Roseto Basket; la final four è stata organizzata a Biella.

## Risultati

### Fase finale
Le final-four si sono svolte a Biella.

#### Semifinali
| Squadra 1            | Risultato | Squadra 2       |
| -------------------- | --------- | --------------- |
| Roseto               | 78-61     | Virtus Ragusa   |
| Pallacanestro Biella | 71-63     | GB Plast Padova |

#### Finale
| Squadra 1 | Risultato | Squadra 2            |
| --------- | --------- | -------------------- |
| Roseto    | 85-76     | Pallacanestro Biella |

## Verdetti
- Vincitrice della Coppa Italia: Roseto Basket